# ژانگ چینگپنگ
ژانگ چینگپنگ (انگلیسی: Zhang Qingpeng؛ زادهٔ ۲۳ ژانویهٔ ۱۹۸۵) بازیکن بسکتبال اهل چین است. وی در بازی‌های المپیک تابستانی ۲۰۰۸ شرکت کرده‌است.